# روبن ماتسون
روبن ماتسون (بالإنجليزية: Robin Mattson)‏ هي ممثلة أمريكية، ولدت في 1 يونيو 1956 بلوس أنجلوس في الولايات المتحدة.

## أعمال

### مسلسلات
- أيام سعيدة
- الرجل الأخضر الخارق
- سانتا باربرا

## وصلات خارجية
- روبن ماتسون على موقع IMDb (الإنجليزية)
- روبن ماتسون على موقع ألو سيني (الفرنسية)
- روبن ماتسون على موقع أول موفي (الإنجليزية)
- روبن ماتسون على موقع قاعدة بيانات الأفلام السويدية (السويدية)
- روبن ماتسون على موقع قاعدة بيانات الفيلم (الإنجليزية)
- روبن ماتسون على موقع كينوبويسك (الروسية)